# Хоругви Кмітів
Хору́гви Кмі́тів (пол. Chorągwie Kmitów) — герб шляхетський, відміна герба Радван. Альтернативна назва — Радван Щедрий (пол. Radwan Sowity). Походить з Поділля, де він з давніх часів вживався родом Вороничів, з якими рід Кмітів має спільних предків.

## Опис
У червоному полі одна над іншою дві золоті церковні хоругви, розділені на три поля та підшиті бахромою, яка звисає донизу. У нашоломнику п'ять страусових пір'їн. Намет щита червоний, підбитий золотом.

## Походження
Каспер Несецький наводить легенду про набуття цього гербу від предка роду Кмітів, який, переслідуючи ворожого хорунжого, вихопив з його рук дві хоругви та приніс як трофей до свого пана.
Северин Уруський зазначає, що найпершим знаком роду Кмітів була руська літера «ℳ», а потім — дві літери одна над іншою. Згодом з цього родового знаку утворився на зразок польських шляхетських гербів родовий герб Кмітів «Хоругви». З часом в назву герба було додане й ім'я роду.
Станіслав Коссаковський та Войцех Коялович вказували на те, що в нашоломнику герба повинно бути хвостове віяло павича, на тлі якого зображена 6-променева срібна зірка. Саме такий герб, за їх свідченнями, був на труні Лазара Кміти, сина Філона Кміти-Чорнобильського — воєводи смоленського. Також подібний герб зустрічається в родовідному дереві князів Полубінських.

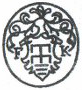
Відбиток печатки Філона Кміти, 1565-1575 роки.
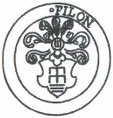
Відбиток печатки Філона Кміти, 1585 рік.

## Відміни герба
- Хоругви Кмітів II.
У нашоломнику хвостове віяло павича, на тлі якого зображено 6-променеву срібну зірку[6].
- Хоругви Кмітів III.
У гербовому полі над хоругвами додатково розташовані дві срібні клямри у вигляді діагонального (Андріївського) хреста вістрями донизу[6].
- Бартош Папроцький також наводить варіант, в якому гербове поле розділене на чотири частини. В першій частині знаходиться герб Корчак, в третій — Леліва, в червертій — Одровонж, а в другій — Хоругви Кмітів[7].

Хоругви Кмітів II Chorągwie Kmitów II
Хоругви Кмітів III Chorągwie Kmitów III
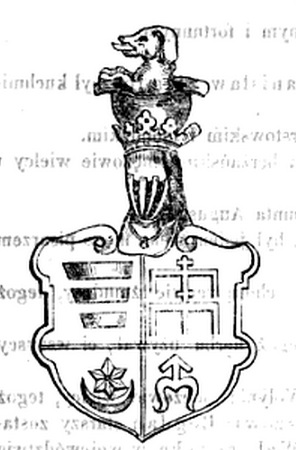
Чотиридольний герб Кмітів Чорнобильських за Бартошем Папроцьким

## Використання
Биковські (Bykowski), Волчкевичі (Wołczkiewicz), Волчковичі (Wołczkowicz), Ворловські (Worłowski), Грицькевичі (Hryckiewicz), Гричкевичі (Hryćkiewicz), Гришкевичі (Hryszkiewicz), Дешковські (Deszkowski), Кміти (Kmita), Олізари (Olizar), Редлери (Redler), Тиші (Tysza), Урановичі (Uranowicz), Церленковські (Cerlenkowski), Цимбалісти (Cymbalist, Cymbalista), Чорнобильські (Czarnobylski), Шиловичі (Szyłowicz)